# Тарасовское сельское поселение (Кемеровская область)
Тара́совское се́льское поселение — упразднённое муниципальное образование в Промышленновском районе Кемеровской области. Административный центр — село Тарасово.

## История
Тарасовское сельское поселение образовано 17 декабря 2004 года в соответствии с Законом Кемеровской области № 104-ОЗ. С 2019 года - территориальный отдел.

## Население
| 2010  | 2011  | 2012  | 2013  | 2014  | 2015  | 2016  |
| ----- | ----- | ----- | ----- | ----- | ----- | ----- |
| 2508  | ↗2512 | ↗2527 | ↗2538 | ↘2534 | ↘2475 | ↘2367 |
| 2017  | 2018  | 2019  |       |       |       |       |
| ↗2384 | ↗2433 | ↘2368 |       |       |       |       |

## Состав сельского поселения
| № | Населённый пункт | Тип населённого пункта       | Население |
| - | ---------------- | ---------------------------- | --------- |
| 1 | Голубево         | посёлок                      | 432       |
| 2 | Калтышино        | деревня                      | 112       |
| 3 | Тарасово         | село, административный центр | 1274      |
| 4 | Шипицино         | деревня                      | 217       |
| 5 | Шуринка          | деревня                      | 473       |

Посёлок Сибирский упразднён в 2012 году как фактически прекративший существование.

## Образование
- Школа, детский сад, государственное профессиональное образовательное учреждение села Тарасово (ГОУ НПО ПУ №82).